# La sepolta viva (film 1916)
La sepolta viva è un film muto italiano del 1916 diretto da Enrico Vidali.